# Казенуове (Анкона)
Казенуове је насеље у Италији у округу Анкона, региону Марке.
Према процени из 2011. у насељу је живело 441 становника. Насеље се налази на надморској висини од 100 м.